# Round Green
Round Green – dzielnica w Anglii, w Bedfordshire, w dystrykcie (unitary authority) Luton. W 2011 miejscowość liczyła 11 623 mieszkańców.